# Фешта, Алберту
Алберту Авгушту Антунеш Фешта (порт. Alberto Augusto Antunes Festa; 21 июля 1939, Санту-Тирсу — 2 января 2024) — португальский футболист, который выступал на позиции правого защитника.

## Клубная карьера
Фешта родился в Санту-Тирсу, округ Порту. Начал и завершил свою 17-летнюю карьеру в местном клубе Тирсенсе. С 1960 по 1968 года он выступал за «Порту», где провёл 114 матчей в национальном чемпионате.
Фешта завершил карьеру в возрасте 33 лет из-за многочисленных травм.

## Карьера за сборную
За сборную Португалии Фешта дебютировал 23 января 1963 года в матче квалификации на Чемпионат Европы 1964 против сборной Болгарии (0:1).
Фешта был включён в состав на чемпионат мира 1966 года, где сыграл в трёх матчах и помог португальцам занять третье место. Всего за сборную он провёл 19 матчей.

## Личная жизнь и смерть
В более позднем возрасте Фешта страдал от болезни Альцгеймера. Он умер 2 января 2024 года в возрасте 84 лет.